# Aourir
Aourir è una città del Marocco, nella prefettura di Agadir-Ida ou Tanane, nella regione di Souss-Massa.
La città è conosciuta anche come Awrīr. Si tratta di una parola berbera molto usata nella toponomastica del Maghreb, sia con la forma maschile awrir (significato "sporgenza, collina, piccola altura"), sia al femminile, tawrirt, con valore di diminutivo.
Aourir consisteva originariamente in una confederazione di tre villaggi: Iguer Oufoullous, Asserssif e Taqemmou, abitati dal clan degli Aït Youssef, sottogruppo degli Ihahan Aït Tamer.